# Olivone
Olivone är huvudorten i kommunen Blenio i kantonen Ticino, Schweiz. 
Olivone var tidigare en egen kommun, men den 22 oktober 2006 bildade Olivone och fyra andra kommuner den nya kommunen Blenio.